# Адзельо
Адзѐльо (на италиански: Azeglio; на пиемонтски: Asèj, Азей) е село и община в Метрополен град Торино, Регион Пиемонт, Северна Италия. Разположено е на 260 m надморска височина. Към 1 януари 2023 г. населението на общината е 1227 души, от които 80 са чужди граждани.

## География, административно деление и население
Адзельо е разположено в североизточната част на Метрополен град Торино, в района на Пиемонт на име Канавезе, сред хълмистите издатини срещу Mореновия амфитеатър „Ла Сера“.
На 3 км западно от него се намира езерото Вивероне – второто най-голямо езеро в Пиемонт след езерото Орта. Една незастроена част от него е част от община Адзельо. Ботанически и ентомологически интерес представлява блатистият район Мареско.
Близо до общините Адзельо и село Вивероне се намират останките от наколно селище „Ви. 1 Водоотводнителен канал“ (Vi. 1 Emissario), включено през 2011 г. в Списъка на ЮНЕСКО на Световното културно и природно наследство.
Центърът на Адзельо се намира в края на левия моренов хълм на ледника Монте Бианко-Монте Роза от последното заледяване.
Граничи със следните 8 общини: Сетимо Ротаро, Пивероне, Албиано д'Ивреа, Каравино, Палацо Канавезе, Вивероне, Боленго и Борго д'Але.  Намира на 10 км от Ивреа, на 46 км от Торино и на 93 км от Милано.
Има следните подселища и местности: Кашине Сирио, Кашине Виаса, Кашине Вила, Кастелацо, Лаго ди Вивероне, Побия, Побиета и Спекура.
Към 1 януари 2023 г. населението на общината е 1227 души, от които 80 чужди граждани, сред които преобладават тези на Румъния (53 души). Български граждани липсват.

## Топоним
Има няколко хипотези за произхода на името на Адзельо: от Asylum – римска наказателна колония, заобиколена от вода (според Масимо д'Адзельо), от келтското Ac-sela, „над водата“(поради богатата на вода територия), от лат. axilium в смисъл на римско подкрепление по пътя Ивреа-Верчели или от Azenia – „воденица“ (според Ducange). Топонимът се появява през 1001 г. под формата Azelium и вариантите Azellium, Açelium, Açellium. Следващи появи съдържат Azellum, Açellum и Aççellum, и в този случай името е свързано с латинското Agellis, локативен аблатив на умалителното съществително в мн. ч. за лат. ager, „поле“ със значение „място в полетата“ (според Serra).

## История
Адзельо възниква в праисторически времена, за което свидетелстват останките от наколни жилища по бреговете на езерото Вивероне. Много учени свързват произхода му с лигурското племе на саласите.
В древността се намира под римска власт до падането на Западната Римска Империя през 476 г., от чиито центуриация остават следи на територията. Предполага се, че в Адзельо се е намирала пощенска станция на римския път Ивреа-Верчели, който през Средновековието се нарича Виа Франчиджена Ромеа.
След 476 г. Адзельо преминава в ръцете на варварите (херули, готи, лангобарди).
През 773 г. императорът на франките Карл Велики побеждава лангобардите и разделя Канавезе на графства и марки. Като феод Адзельо (част от Маркграфство Ивреа) е преотстъпван на различни местни господари (Бикиери ди Верчели, маркизите на Понцоне и графовете Мазино) под юрисдикцията на Епископа на Ивреа.
Първият писмен документ за заселването на Адзельо е грамота на император Ото III от 999 г., с която на епископа на Верчели Леон се дават феоди, измежду които и този на Адзельо. Адзельо се намира на стратегическо място между Верчели и Ивреа и скоро поема функцията на военна блокада, която се засилва със задълбочаването на териториалния контраст между епископите на двете споменати селища.
През 1041 г. в дарението на манастира „Св. Стефан“ в Ивреа епископ Хайнрих включва заедно с примитивното селище и двора на Адзельо с Кастелацо (древна крепост в района Вила), които между XI и XIII век са предмет на спорт между Ивреа и Верчели.
Около 1270 г. Верчели нарежда на Адзельо да премести стария си център и замъка на по-добро място и така се ражда т. нар. borgo franco (свободно от налози селище), което днес е историческият център на селото. От края на 1200 г. е и новият замък, който към 2019 г. е собственост на сем. Аркур.
През 1345 г. маркизите ди Понцоне се заклеват във вярност на Савоя. На 18 май 1361 Савоя подчиняват графовете Мазино, които им дават Адзельо, но до 1435 г. не могат да упражняват властта си над него. През 1391 г. савойските войски под командването на маршал Бонифаций дьо Шалан освобождават Адзельо от войските на Фачино Кане, окупирал селището от името на маркграфа на Монферат Джовани II.
Впоследствие историческите му съдба е следва тази на Канавезе, свързана със Савойското херцогство. През 1551 г. и през 1704 г. французите нанасят тежки щети на Адзельо (напр. през 1704 г. те изгарят всичките църковни регистри и общински документи).
Дъщерите на маркизите Джачинто и Алерамо Понцоне се омъжват първата за граф Тапарели от Ланяско, а втората – за граф Д'Аркур от Фиано. От 18 век Адзельо се управлява от сем. Тапарели, от което произхожда знаменитият представител на италианското Рисорджименто Масимо д'Адзельо.

## Икономика
В миналото в Адзельо са се произвеждали столове: мъжете са били дърводелци и занаятчии, а жените са плели рамките на столовете със снопове блатна трева.
Основният сектор е производството на зърнени култури, пшеница, фураж, грозде и други плодове и отглеждането на говеда и свине. Вторичният икономически сектор се състои от фирми в секторите строителство, електроника, металургия, механика, хранителни, вкл. млечни продукти, дървообработка, обработка на изделия от каучук и пластмаса, и селскостопанска техника. Третичният сектор се състои от достатъчна дистрибуторска мрежа, както и от всякакви услуги, сред които и банкиране.

## Забележителности

### Градска архитектура

#### Замък на Адзельо
Замъкът (на итал. Castello di Azeglio) е символ на феодалната власт и се намира на хълм над селището. Реставриран е в английски неоготически стил от 19 век. Заобиколен е от парк с вековни дървета, растения, овощни градини и лозя от сорта Ербалуче ди Калузо. Северозападната му част е най-стара: тя датира от Средновековието и от този период се виждат белези от масивна архитектура. Фасадата е обърната на югоизток и е изградена и преустроена в различни епохи. Замъкът е принадлежал на героя от Рисорджименто Масимо д'Адзельо, роднина на сем. Аркур, което го притежава днес и го е превърнало в център на винения бизнес със сорта Ербалуче от Калузо в трите му различни вариации: стабилно бяло, искрящо и пасито.

#### Кметство
Кметството (на итал. Municipio di Azeglio) е построено е през 1860 г. и има голям портик, през които се влиза в старата част на селото – Борго Франко. На ъгъла му, вследствие на събарянето през 1807 г. на опасна кула от 14 век, е преустроена сегашната камбанария. Нейната последна част от 63 м е завършена в периода 1897 – 1910 г. На площада има полубюст на държавника Масимо д'Адзельо

#### Укрепен замък
Замъкът (на итал. Castellazzo) е построен през 11 век и се характеризира с голяма кренелирана кула, обградена от огромна правоъгълна постройка. На приземния етаж се намира система от стени тип „рибена кост“.

### Религиозна архитектура

#### Енорийска църква „Свети Мартин“
Църквата (Chiesa Parrocchiale di San Martino) е проектирана от инж. Филипо Кастели през 1784 г. и е построена през 1787 – 1790 г. в бароков и в рококо стил върху вече съществуващата църква на Свети Мартин. По-късно църквата е посветена и на френския епископ и абат Деодат от Блоа от VI век.
Църквата има голяма неокласическа фасада, интериорът ѝ е богат на мраморни олтари и колони, а камбанарията ѝ е завършена много по-късно. Тя има обособени пространства, разположени над корниза, свързани с проходи с близкия замък, което е позволявало на неговите обитатели да присъстват на службите, без да бъдат наблюдавани.
В нея през 1821 г. е поставен орган, дело на братята Сераси от Бергамо. Той е многократно променян през 20 век с добавяне на клавиши, но през 2004 г. се взима решение той да се върне в първоначалния му вид.

#### Светилище „Св. Антоний абат от Монте Перозио“
Национален паметник на културата, светилището (Santuario di San Antonio Abate di Monte Perosio) е споменато в документи от 1231 г. Към него е имало приют за поклонници, пътуващи по Виа Ромеа – част от поклонническия път Виа Франчиджена. Името му идва от Болничния орден на Св. Антоний. Болницата на Свети Антоний юридически е зависела от Аличе. През 1319 г. тя преминава към Верчели, който управлява Аличе, но здравно зависи от Болницата на 21-те в Ивреа.
Приютите от този тип остават активни до Мира от Като Камбрези през 1559 г., когато Болницата на 21-те е съборена. След това светилището преминава към енорията на Адзельо, превръщайки се в място на отшелничество и през 1679 г. става седалище на Почитаемото братство на Свети Антоний Абат, състоящо се от 100 събратя. През 1953 г. Дон А. Николоти инициира реставрационна дейност, благодарение на която са запазени древните стенописи върху апсидната стена и фасадата с портик, поддържана от четири колони с дървен портал (премахнат през 1971 г.) – вероятно дело на брат Джироламо. Настоящият олтар е от 1956 г., подобно на двете големи помещения към църквата.

#### Малки църкви и параклиси
На територията на общината има множество параклиси и малки църкви от различни епохи, които са свидетелство за развитието на архитектурата и изкуството на Канавезе:
- Св. Анна (S. Anna) – в район Калчинарла, с неизвестна дата на построяване. Построена е като заместител на т. нар. celle (букв. от итал. „килии“) – вид селски църквички. Има един неф с апсидална част, която е свързана от южната страна с по-ниско от самата църква помещение, бивша сакристия. В църквичката е имало бароков дървен олтар от 17 век с мистериите на Св. Броеница, идващ от енорийската църква;
- Св. Карл (S. Carlo) – еднокорабна църква от 1651 г. с правоъгълна апсида с бял мраморен олтар. От края на 17 век е църква на Братството на Свети Йоан Кръстител. Претърпява редица промени през вековете, като напр. появата на два овални прозореца на фасадата с фронтон. Отвън в тимпана на фасадата има изображение с неизвестна датировка на Всемогъщия бог между облаци и ангели. Вероятно църквата носи името си от посещението на Св. Карл Боромей.
- Мадоната от Лурд (Madonna di Lourdes) – в подселище[8] Ле Пиане. Построена е през 1925 г. по случай края на Първата световна война. Има един неф, а в апсидалната си част има реконструкция на известната пещера – знак за дълбоката преданост на жителите към Мадоната от Лурдес, на която е посветена църквата;
- Св. Грат (S. Grato) – малка църква с оригинална кръгла форма и с неизвестна датировка, спомената през 16 век. Пази мощите на Св. Грат под олтара; в нея дотогава се провеждат т. нар. „рогации“ – 9-дневни молитви за обилни дъждове и посеви;
- Св. Рох (S. Rocco) – от преди 12 век и в лошо състояние; построена в стил, подобен на този на Светилището на Св. Антоний – с портик в каменни колони;
- Блажената Дева на милосърдието (Beata Vergine delle Grazie) – в подселище[8] Побия, от 1850 г. През 1911 г. дървеният ѝ олтар е заменен с мраморен, а малко по-късно са добавени и двата странични олтара, посветени на Св. Йосиф и на Душите на Чистилището. През 1879 е построена и камбанарията.

### Други

#### Археологическо наколно селище
Наколното селище (на итал. Sito Palafitticolo) е част от „Праисторическите наколни местности на Алпийската дъга“ – обект на ЮНЕСКО. Представлява останки от 5000 стълба на наколно селище от Средната бронзова епоха (между 1650 и 1350 г. пр.н.е.) с диаметър от ок. 70 м на брега на езерото Вивероне. Останките се намират между общините Вивероне и Адзельо, на границата между провинции Биела и Метрополен град Торино, на 70 м от единствения изкуствен водоотводен канал на езерото Вивероне. Те са под 2 – 3 метра вода в район на блата, ливади и тополи, който е защитен от специфични италиански и европейски стандарти за опазване на околната среда.
Колибите, оградите и пътеките са от дърво. Вътре в селото има жилища и кошари за животни, а двете огради около него са пресечени от дълга пътека, идваща от континенталната част. Множеството открити находки (мечове, брадви, фиби за коса и други женски орнаменти) се съхраняват в Музея на Античността на Торино и в Музея на територията на Биела.

## Събития
- Исторически карнавал на Адзельо: в периода февруари-март. Главните действащи лица носят имената си от древните занаяти от областта: женският персонаж е Ампаяура – плетяща рамката на стола, а мъжкият е Кадрегат – правещият столове.[5] Карнавалът се организира от асоциация „Pro Loco Azeglio“, родена през 2007 г.;
- Патронен празник на св. Деодат: провежда се четвъртата неделя на август, въпреки че Светецът се чества на 24 април. Организиран от „Pro Loco Azeglio“; освен занаятчийски пазар има и изложение на древните селски занапти: вършитба, пране, бродерия, стари селскостопански машини;[5]
- Празник на кестените: провежда се през ноември и е организиран от „Pro Loco Azeglio“.

## Култура

### Музеи, библиотеки, театри и кина
- Екомузей на столовете и на машините за слама (Ecomuseo dei seggiolai e delle impagliatrici) – безплатен, с предварително записване
- Библиотеки, театри и кина в град Ивреа и в други близки селища.

### Религиозни центрове
- Католическа енорийска църква „Св. Максим епископ“ (Parrocchia di San Martino Vescovo), от 1787 – 1790 г.
- Католическа църква „Св. Мартин“ (Chiesa di San Martino), от 18 век на основата на старата енорийска църква от преди 1194 г. До 14 век е енорийска църква[16]
- Католическо светилище „Св. Антоний Абат на хълма Перозио“ (Santuario di S. Antonio Abate di Monte Perosio), от 12 век
- Католически параклис „Св. Грат“ (Cappella di San Grato), вероятно от 16 век
- Католически параклис „Св. Анна“ (Cappella di Sant'Anna), в район Калчинарла, неизв. датировка
- Католически параклис „Св. Карл“ (Cappella di San Carlo), от 1651 г.
- Католически параклис „Мадоната от Лурд“ (Cappella della Madonna di Lourdes), в подселище Ле Пиане, от 19 век
- Католически параклис „Св. Рох“ (Cappella di San Rocco), извън Порта д'Ареко в посока Албиано д'Ивреа, преди 1600 г.
- Католическа енорийска църква „Мадоната на снега“ (Parocchia della Madonna della Neve), в подселище Побия[16][18]

### Образование
- Една държавна детска градина
- Едно държавно начално училище (от 1-ви до 5-и клас вкл.).[19]
- Средните училища и гимназиите са в град Ивреа.

## Транспорт
- Първостепенен междуградски път SS № 228 на езерото Вивероне
- Магистрала Ивреа-Сантия А4 / 5, изход Албиано д'Ивреа, на 6 км
- ЖП гара по линията Кивасо-Аоста, в град Ивреа, на 11 км
- Летище Торино Казеле за вътрешни и международни полети, на 57 км, летище Милано Малпенса за директни междуконтинентални полети, на 87 км
- Пристанище Генуа, на 173 км
- Междуградски автобусни линии: Джи Ти Ти 151 Косано – Каравино – Ивреа.

## Спорт
- Аматьорски футболен тим „Адзельо Калчо“ (F.C.D: Azegio Calcio[20])
- Аматьорски женски футболен тим „Адзельо Ивреа“ (A.S.D: Azeglio Ivrea[21])
- Мото клуб Адзельо (Moto Club Azeglio[22])

## Известни личности

### Свързани с Адзельо
- Масимо Тапарели д'Адзельо (* 24 октомври 1798 г., Торино † 15 януари 1866 г., пак там). Подписва се „д'Адзельо“ или „Адзелио“ в безбройните актове, които демонстрират широтата на култивираните му интереси и дейността му на държавник (председател на Министерския съвет на Субалпийския парламент от 1850 г. до 1852 г. и губернатор на Милано през 1860 г.), дипломат, художник и писател. Въпреки интересите си и широкото поле на действие, той винаги е емоционално свързан с Адзельо. В „Моите спомени“ той пише: „Това е селище на добри и хубави хора от такава кръв (малко раздразнителна, но добра), която ние от Канавезе твърдим, че имаме. С това се гордея малко, защото... строго погледнато, моите родители са от Савиляно,... но много красиви спомени ме свързват с жителите на Адзельо и те от своя страна ме обичат толкова много, че няма да могат да ме наранят, ако им кажа нещо, въпреки че семейството ми заради жени и само за няколко поколения е станало собственик на техния замък“. След смъртта на баща си Масимо наследява замъка в Адзельо и прекарва кратки, но интензивни моменти там. В тишината на селските райони той възобновява писането на „Еторе Фиерамоска“, който се радва на голям отзвук в средите, в които се поддържа идеалът за свободна и обединена Италия. Паметникът на държавника (бюст) се намира на Главния площад на селото.[11]

### Родени в Адзельо
- Луиджи Чезаре Болеа (Luigi Cesare Bollea; * 25 декември 1877 † 26 ноември 1934 Торино) – италиански историк